# 有線Sports Plus
Sports Plus是香港有線電視體育平台的一系列備用頻道，間中播放體育赛事。

## Sports Plus 1
Sports Plus 1，在1998年啟播，曾易名為足球台、體育2台主力播放足球賽事。
現時本台會協助體育台播放其他體育賽事，若賽事發生衝突且同時安排在奇妙電視旗下的免費電視頻道香港開電視或香港國際財經台播出，則改與該台聯播，唯各頻道同步直播賽事時除統一使用直播標誌外將繼續沿用自身頻道之台徽，另外香港開電視體育賽事期間若八號烈風或暴風信號或以上熱帶氣旋警告信號生效時，亦會在左側顯示有線新聞台的突發新聞欄。

### 歷史
1993年10月31日，有線電視啟播，當時本台是以「體育台ESPN」名義於06台啟播。
1999年3月，ESPN被安排於獨立一條頻道播出，而體育台分拆為體育1台、體育2台，其中體育2台與當時的YMC台共用頻道，並於YMC台每晚零時收台後播放，主要負責播放足球賽事，如英格蘭超級足球聯賽及德國甲組足球聯賽。當時體育2台的主持包括本地的專業人士及評述員，專業及娛樂並重為目標。
2000年，有線獲得歐洲國家盃決賽週全部賽事的香港區獨家直播權，安排賽事於體育1台播放；年中，ESPN於有線頻道停播，有線將該頻道改以自家製作的「SPORTS 2」，並取消以往體育2台在YMC台收台後的播放安排，即全日24小時播放。
2001年8月17日，有線再度引入ESPN及STAR Sports，並將兩條自製體育頻道二合為一；足球賽事重新由體育台播放。自此以後，當數項賽事同時直播時，尤在2002年世界盃時，賽事會被分配到預告台及18台播放。
為整合足球賽事於一條頻道播放，有線再於2003年9月13日設立有線足球台，專門播放足球賽事，初期主要播放西班牙甲組足球聯賽和德國甲組足球聯賽，也會間中播放日本職業足球聯賽、2004歐洲國家盃外圍賽、2003女子世界盃、歐洲足協盃、英格蘭聯賽盃、英格蘭足總盃和國際足球友誼賽等賽事，另外也播放相關聯賽之節目。該台首項賽事為日本職業足球聯賽。
2004年，有線重組體育平台；8月14日，增加英超台和球彩台；8月17日，取消ESPN及STAR Sports的播放。自此以後，足球台以播西班牙甲組足球聯賽為主，也間中播放意大利甲組足球聯賽和英格蘭超級足球聯賽和世界盃足球賽等主要賽事。
於2010年6月11日早上6時起至8月1日早上6時期間足球台更名為世界盃台以播放世界盃賽事。
2011年1月1日，為配合高清廣播平台發展，有線足球台高清版本以hd201作為頻道名稱正式開播，同時正式透過有線電視使用第201頻道收看。hd201的節目與目前收看的有線足球台同步播放。唯只有訂購高清服務用戶才可享受16:9畫面。
因足球賽事採購不足以填充頻道播放時数，2018年4月3日早上6時起足球台回復舊稱體育2台，以反映頻道會播放足球以外之體育項目，台號由第61/261頻道改為第662頻道。而hd201改名為高清體育2台，台號由第201頻道改為第602頻道。
2019年12月3日起有線電視重新整合體育平台頻道，高清體育2台（SD：Ch602）易名為Sports Plus 1 HD，體育2台（SD：Ch662）易名為Sports Plus 1。此頻道將用作直播賽事備用頻道。
2021年7月24日至8月8日期間，因應2020年東京奧運會，Sports Plus 1 HD和Sports Plus 1暫時易名為奧運602/662台。
2023年6月1日深夜12時起，因應有線寬頻交還收費電視牌照，本頻道終止播映。

### 播映賽事及節目
注：部分賽事與香港開電視同步播出
- 聯賽賽事：日本職業足球聯賽（有線體育台有其它體育賽事同時直播）
- 盃賽賽事：南美自由盃、南美球會盃
- 國家隊賽事：歐洲國家聯賽（有線體育台有其它體育賽事同時直播）
- 排球隊賽事：女排國家聯賽（有線體育台有其它體育賽事同時直播）
- 綜合運動會：中华人民共和国第十四届运动会

### 節目主持
| 主持人及評述員 |        |        |        |
| 李海光         | 陳欣欣 | 蔡芳裕 | 吳毅豪 |
| 劉健基         | 劉舜文 | 何柏霖 | 張志德 |
| 李健和         | 鍾國雄 | 吳子信 | 郭子龍 |
| 李德能         | 邢安邦 | 葉鴻輝 | 蘇伊俊 |
| 張志豪         | 徐嘉樂 | 宗銘達 | 潘朗賢 |
| 王藝霖         |        |        |        |

## Sports Plus 2
Sports Plus 2原為2004年8月14日啟播的香港有線電視球彩台（Soccer Betting），是香港有線電視體育平台的一個備用頻道，間中播放體育赛事。

### 歷史
香港有線電視球彩台（Soccer Betting）在2004年8月14日啟播，是有線電視的其中一個博彩頻道。主要使用文字播映足智彩的主客和、半場主客和、讓球主客和、讓球及角球大細賠率和球彩台的節目預告，如播放時即將有球賽進行，將會增加當場的入球大細、半場入球大細、第一隊入球、半全場、波膽及總入球賠率，以及使用走動式文字發放足智彩上下半場賽果、六合彩、六寶半全場和孖寶半全膽結果及派彩，毎日早上10至11時播放有線新聞（海外版），下午則播放18台賽馬節目，而晚上播放分析足智彩節目為主。
2012年7月27日早上6時起至8月14日早上6時期間球彩台短暫更名為奧運三台以播放倫敦奧運賽事。2018年4月3日早上6時起，台號由第64/264頻道改為第604頻道。
2019年12月3日起 有線電視重新整合體育平台頻道，有線球彩台（SD：Ch604）易名為Sports Plus 2 HD，並改為高清廣播，標清頻道為Ch.664。此頻道將用作直播賽事備用頻道。
2021年7月24日至8月8日期間，因應2020年東京奧運會，Sports Plus 2 HD和Sports Plus 2暫時易名為奧運604/664台，以英文為主聲道錄播奧運賽事。
2023年6月1日深夜12時起，因應有線寬頻交還收費電視牌照，本頻道終止播映。

### 現有節目
- 球彩俱樂部 討論分析即晚賽事
- 球彩直播室 直播周中足球賽事
- 超級星期六 直播周末足球賽事
- 快樂星期天 直播周日足球賽事
- J-League 直播每周日職賽事
- 已停播：球彩揸League人、波盤HotTalk、球彩套餐A、球彩研究室、入足半粒鐘、二線三人組、球彩64 Bar、博盡全世界、球彩大聯民、盤中球勝、智勝預測、球彩嬌娃做世界、足智三雄、球盤龍門陣

## Sports Plus 3
Sports Plus 3是香港有線電視體育平台其中一條頻道，前身為英超台，有線失落英超直播權後，頻道被改為備用頻道，間中播放足球赛事如歐洲聯賽冠軍盃。
Sports Plus 3於賽馬日轉播香港賽馬會英文賽馬直播節目「Trackside」，該節目有英語和國語選擇。基於數碼廣播信號解碼需時，會比正常時間慢1-1.2秒。

### 歷史
1995年，有線自行取得英超的播映權。其體育台積極直播英格蘭超級足球聯賽。雖然當時無線電視亦有選取精選賽事（揭幕戰、決賽等）直播，並將賽事精華輯錄於球迷世界，但要足本收看英超每場賽事只有收看有線一途。
2001年，由於香港區轉播權由ESPN及STAR Sports（ESS）奪得，雖然有線競投失落，但後來與ESS合作引入該兩頻道於有線播放，不過當時有線在節目宣傳方面，只以有線05台及有線07台向觀眾宣傳，並無直接讀出兩台的名稱。其後有線電視把所有頻道重組，ESPN及STAR Sports被安排在63頻道及64頻道播放。
2004年，有線電視重新獲得獨家播映權，因此8月17日停止播放ESPN和STAR Sports，並於8月14日設立一個專門用作播放英超聯的英超台。
設立初期，播放節目包括「英超Kick Off」（英語播放版本：Premier League Preview）、「英超Rock & Roll」、「英格蘭超級聯賽精華」等，首季共播出370場英超賽事，其中超過260場為現場直播。
2006年，有線電視取得2006年世界盃足球賽的獨家播映權，故在6月1日至7月31日其間把英超台短暫易名為有線世界盃台，主要直播世界盃賽事，播放賽事精華及有線世界盃嘉年華等節目。
2006年11月15日有線發出聲明，表示2007年將不會繼續直播英超賽事，聲明也引述公司管理層指出，保留英超播放權的成本不合乎商業經濟原則。
由於有線電視再沒有英超的直播權，英超台已於2007年6月1日早上6時停播及更名為Ch63（有線63台）；而這條空置頻道曾於07年9月中至10月中直播世界盃欖球賽全部47場賽事，及於08年2月直播台維斯盃網球賽。
2008年2月尾開始，至7月31日，及由9月12日至2009年3月13日，Ch63便滾筒式播放一個名為《有線電視之數碼電視廣播接收特輯》節目中介紹怎樣接駁及接收數碼電視及有線電視。
有線電視無法取得2007-2010連續三季的英超播映權，並於2006年11月15日發出聲明，表示2007年將不會繼續直播英超賽事，聲明也引述公司管理層指出，保留英超播放權的成本不合乎商業經濟原則。
2009年11月16日，有線電視宣佈投得2010年至2013年三季英超香港獨家播映權，但由於英超已經安排於當時的高清200-205台、有線301-306台及有線690台作收費播放，意味著英超台不可能於Ch63重開。
2018年4月3日早上6時起Ch63更名為Sports Plus，而台號由第63/263頻道改為第605頻道。
2019年12月3日起 有線電視重新整合體育平台頻道，Sports Plus（SD：Ch605）易名為Sports Plus 3 HD，並改為高清廣播，標清頻道為Ch.665。此頻道將用作直播賽事備用頻道。
2021年7月24日至8月8日期間，因應2020年東京奧運會，Sports Plus 3 HD和Sports Plus 3暫時易名為奧運605/665台，以英文為主聲道錄播奧運賽事。
2023年6月1日深夜12時起，因應有線寬頻交還收費電視牌照，本頻道終止播映。

### 曾播映賽事
- 2004-2007年英格蘭超級足球聯賽（英超台）
- 2006年世界盃足球賽（世界盃台）
- 2007年世界盃欖球賽（CH63）
- 2008及2009年台維斯盃網球賽（CH63）
- 2008及2009年協會盃網球賽（CH63）
- 2008及2009年木球超級聯賽Indian Premier League Cricket（CH63）
- 2009-2010年 歐洲聯賽冠軍盃（CH63）
- 2009-2010年 歐霸盃足球聯賽（CH63）
- 2009年世青盃（CH63）
- 2010年世界盃足球賽（CH63）

## 外部連結
- 香港有線電視 （页面存档备份，存于）